# Sōgen Ōmori
Sōgen Ōmori (jap. 大森曹玄 Ōmori Sōgen; ur. 1904, zm. 1994) – jeden ze znanych mistrzów tradycji rinzai zen w drugiej połowie XX wieku. 

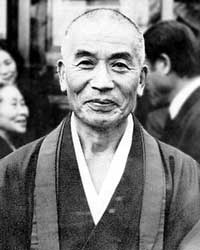
Sōgen Ōmori

Początkowo praktykujący sztukę miecza (kendo) i kaligrafii zen (zensho), wraz z rozpoczęciem swojego treningu zen jako świecki człowiek pod kierunkiem opata świątyni Tenryū-ji, Seisetsu Sekiego, zdobył szerokie uznanie jako mistrz kendo i stał się doradcą japońskich kół rządowych. Po jego śmierci kontynuował swój trening pod kierunkiem kolejnego opata tej świątyni, rōshiego Bokuō Sekiego, przez którego został wyświęcony na mnicha rinzai w 1946 r. i pod kierunkiem którego dokończył trening kōanów. 
Sōgen Ōmori był znaną postacią współczesnej Japonii, nie tylko w kręgach zen. Oprócz prowadzenia dwóch świątyń w Japonii Kōhō-in i Seitai-ji, założył świątynię Chōzen-ji na Hawajach. Był także rektorem Uniwersytetu Hanazono w Kioto i doradcą Stowarzyszenia Prawników w Tokio i Japońskiej Federacji Kendo. 
Napisał ponad dwadzieścia książek na temat zen takich, jak: Sanzen Nyūmon (Wprowadzenie do praktyki zen), Zen to Sho (Zen i kaligrafia), Zen to Ken (Sztuka miecza i zen), komentarze do Rinzai Roku czy Hekigan Roku. Ōmori uczył nie tylko praktyki zazen, ale także sztuki miecza i kaligrafii.